# Cupa României 2025-2026
La Cupa României 2025-2026, denominata Cupa României Betano per ragioni di sponsorizzazione, è l'88ª edizione della coppa nazionale. È iniziata il 29 luglio 2025 e si concluderà il 13 maggio 2026.

## Formula
Il torneo si svolge in diverse fasi, coinvolgendo 136 partecipanti.
La fase regionale, preliminare al primo turno, prevede la qualificazione di sette squadre dilettantistiche provenienti dai campionati locali. Le 42 partecipanti alla fase regionale vengono suddivise in sette regioni sulla base del criterio geografico. Ogni regione è divisa in due gruppi da tre squadre. Le vincitrici dei due gruppi di ogni regione si affrontano in una finale che decreta il campione regionale e che qualifica al primo turno della Cupa României.
A seconda del campionato in cui hanno militato nella stagione precedente, le squadre delle altre divisioni entrano nella competizione in turni diversi.
Dopo una serie di turni a eliminazione diretta a gara unica, si procede alla ripartizione delle 24 squadre qualificate in quattro gironi da sei in base ad un criterio di tre fasce. Nella fase a gruppi ogni squadra gioca solamente tre partite contro altrettanti avversari (uno per ogni fascia) facenti parte dello stesso girone. Le prime due di ogni gruppo si qualificano alla fase a eliminazione diretta a gara unica.
Nei primi turni e nella fase a gironi le formazioni meglio classificate nella stagione precedente giocano le partite in trasferta. A partire dai quarti di finale il criterio di assegnazione delle gare in casa o trasferta è prestabilito in funzione della posizione raggiunta nella fase a gironi.
La vincitrice della coppa ha accesso alla UEFA Conference League 2026-2027.

### Struttura del torneo
|                  | Squadre che entrano in questo turno             | Squadre qualificate dal turno precedente |
| ---------------- | ----------------------------------------------- | ---------------------------------------- |
| Fase regionale   | - 42 squadre dilettantistiche locali            |                                          |
| Primo turno      | - 79 squadre di Liga III e Liga IV              | - 7 vincenti della Fase regionale        |
| Secondo Turno    | - 8 squadre di Liga II - 13 squadre di Liga III | - 43 vincenti del Primo turno            |
| Terzo Turno      | - 10 squadre di Liga II                         | - 32 vincenti del Secondo turno          |
| Play-off         | - 8 squadre di Liga I - 3 squadre di Liga II    | - 21 vincenti del Terzo turno            |
| Fase a gironi    | - 8 squadre di Liga I                           | - 24 vincenti dei Play-off               |
| Quarti di finale |                                                 | - 8 qualificate dalla Fase a gironi      |

## Calendario
Il calendario è il seguente.
| Fase              | Turno            | Date                 |
| ----------------- | ---------------- | -------------------- |
| Fase regionale    | Fase a gironi    | 9-12-16 luglio 2025  |
| Fase regionale    | Finali           | 19 luglio 2025       |
| Turni eliminatori | Primo turno      | 29-30 luglio 2025    |
| Turni eliminatori | Secondo turno    | 5-6-7 agosto 2025    |
| Turni eliminatori | Terzo turno      | 12-13-14 agosto 2025 |
| Turni eliminatori | Playoff          | 27 agosto 2025       |
| Fase a gironi     | 1ª giornata      | 29 ottobre 2025      |
| Fase a gironi     | 2ª giornata      | 3 dicembre 2025      |
| Fase a gironi     | 3ª giornata      | 17 dicembre 2025     |
| Fase finale       | Quarti di finale | 4 marzo 2026         |
| Fase finale       | Semifinali       | 22 aprile 2026       |
| Fase finale       | Finale           | 13 maggio 2026       |

## Partite

### Fase regionale

#### Finali
| Squadra 1             | Risultato       | Squadra 2                   |
| --------------------- | --------------- | --------------------------- |
| 19 luglio 2025        |                 |                             |
| Speranța Răucești     | 0 - 4           | Pașcani                     |
| Unirea Tășnad         | 1 - 1 (3-4 dtr) | Viitorul Livezile           |
| Săcele                | 2 - 0           | Prima Brăduț                |
| Sânandrei Timiș       | 3 - 2 (dts)     | Gloria Geoagiu              |
| Axi Adunații Copăceni | 4 - 0           | Teleajenul Vălenii de Munte |
| Victoria Cumpăna      | 2 - 0           | Covurluiul 2021 Târgu Bujor |
| Păușești-Otăsău       | 2 - 1           | Academica Balș              |

### Primo turno
| Squadra 1                    | Risultato   | Squadra 2               |
| ---------------------------- | ----------- | ----------------------- |
| 29 luglio 2025               |             |                         |
| VSK Gyergyo                  | 3 - 2       | KSE Târgu Secuiesc      |
| 30 luglio 2025               |             |                         |
| Flacăra Moreni               | 2 - 0       | Urban Titu              |
| AS FC Pucioasa               | 3 - 2       | Tricolorul Breaza       |
| Timișul Șag                  | 10 - 0      | Peciu Nou               |
| Sânandrei Timiș              | 3 - 1 (dts) | Ghiroda și Giarmata Vii |
| Avântul Periam               | 2 - 4 (dts) | Progresul Pecica        |
| Gloria Lunca-Teuz Cermei     | 1 - 2       | Viitorul Arad           |
| Luceafărul Lotus B.F.        | 2 - 1       | Crișul Sântandrei       |
| Olimpia MCMXXI Satu Mare     | 0 - 2       | Sighetu Marmației       |
| Viitorul Livezile            | 4 - 1       | Unirea Dej              |
| CIL Blaj                     | 0 - 2       | Sănătatea Cluj          |
| Metalurgistul Cugir          | 1 - 2       | Universitar Alba Iulia  |
| Săcele                       | 4 - 2       | Olimpic Zărnești        |
| Codlea                       | 0 - 4       | ACS Mediaș              |
| Gilortul Târgu Cărbunești    | 1 - 3       | Jiul Petroșani          |
| Vulturii Fărcășești          | 9 - 0       | Filiași                 |
| Păușești-Otăsău              | 2 - 0       | Viitorul Dăești         |
| Pașcani                      | 5 - 2       | USV Iași                |
| Vaslui                       | 15 - 0      | CSM Bacău               |
| Viitorul Onești              | 1 - 0 (dts) | Aerostar Bacău          |
| Fetești                      | 0 - 4       | Agricola Borcea         |
| Axiopolis Cernavodă          | 1 - 5       | Gloria Băneasa          |
| Înainte Modelu               | 0 - 2       | Dunărea Călărași        |
| Progresul Fundulea           | 3 - 2       | Recolta Gheorghe Doja   |
| Axi Adunații Copăceni        | 2 - 1       | Dunărea Giurgiu         |
| Sport Team                   | 0 - 7       | Ștefăneștii de Jos      |
| LPS HD Clinceni              | 1 - 0       | Alexandria              |
| Sporting Roșiori             | 1 - 3       | Cetatea Turnu Măgurele  |
| Petrolul Potcoava            | 2 - 3       | Oltul Curtișoara        |
| Unirea Bascov                | 1 - 2       | Vedița Colonești        |
| Păulești                     | 1 - 2       | Plopeni                 |
| Diosig Bihardiószeg          | annullata   | Zalău                   |
| Vulturul 2020 Mintiu Gherlii | annullata   | Viitorul Cluj           |
| Avântul Reghin               | annullata   | ACS Tg. Mureș 1898      |
| Kids Tâmpa 2015 Brașov       | annullata   | SR Brașov               |
| Râmnicu Sărat                | annullata   | Gloria Buzău            |
| Bucovina Rădăuți             | annullata   | Gloria Ultra            |
| Șomuz Fălticeni              | annullata   | Șoimii Gura Humorului   |
| Adjud                        | annullata   | Focșani                 |
| Voința Limpeziș              | annullata   | Dacia Unirea Brăila     |
| Victoria Cumpăna             | annullata   | Medgidia                |
| FC Dinamo București          | annullata   | Progresul Spartac       |
| Muscelul Câmpulung           | annullata   | Speed Academy Pitești   |

### Secondo turno
| Squadra 1              | Risultato        | Squadra 2                 |
| ---------------------- | ---------------- | ------------------------- |
| 5 agosto 2025          |                  |                           |
| Luceafărul Lotus B.F.  | 0 - 10           | Olimpia Satu Mare         |
| 6 agosto 2025          |                  |                           |
| Universitar Alba Iulia | 1 - 4            | Unirea Alba Iulia         |
| Viitorul Livezile      | 0 - 4            | Gloria Bistrița           |
| Avântul Reghin         | 0 - 8            | Sănătatea Cluj            |
| Viitorul Cluj          | 1 - 1 (7-6 dtr)  | Zalău                     |
| Sighetu Marmației      | 2 - 0 (dts)      | Minaur Baia Mare          |
| Viitorul Arad          | 2 - 1            | Progresul Pecica          |
| Sânandrei Timiș        | 0 - 2            | SSU Politehnica Timișoara |
| Timișul Șag            | 0 - 3            | Dumbrăvița                |
| Jiul Petroșani         | 1 - 0            | Minerul Lupeni            |
| Muscelul Câmpulung     | 1 - 0            | Kids Tâmpa 2015 Brașov    |
| Vulturii Fărcășești    | 3 - 2            | FCU Craiova               |
| Oltul Curtișoara       | 3 - 0            | Vedița Colonești          |
| Axi Adunații Copăceni  | 1 - 2            | Cetatea Turnu Măgurele    |
| AS FC Pucioasa         | 0 - 3            | AFC Câmpulung–Muscel      |
| Flacăra Moreni         | 1 - 3            | Chindia Târgoviște        |
| Plopeni                | 1 - 2 (dts)      | Băicoi                    |
| Blejoi                 | 1 - 3            | CS Dinamo Bucarest        |
| LPS HD Clinceni        | 2 - 0            | Progresul Spartac         |
| Ștefăneștii de Jos     | 1 - 3            | Tunari                    |
| Agricola Borcea        | 3 - 1            | Dunărea Călărași          |
| Progresul Fundulea     | 2 - 3            | Popești-Leordeni          |
| Victoria Cumpăna       | 1 - 2 (dts)      | Gloria Băneasa            |
| Dacia Unirea Brăila    | 4 - 4 (8-10 dtr) | Râmnicu Sărat             |
| Sporting Liești        | 3 - 1            | Unirea Braniștea          |
| Viitorul Onești        | 1 - 0            | Adjud                     |
| Vaslui                 | 1 - 3            | FC Bacău                  |
| Pașcani                | 4 - 1            | Știința Miroslava         |
| Șoimii Gura Humorului  | 3 - 1            | Bucovina Rădăuți          |
| Săcele                 | 1 - 3            | ACS Mediaș                |
| Păușești-Otăsău        | 0 - 1            | Râmnicu Vâlcea            |
| 7 agosto 2025          |                  |                           |
| VSK Gyergyo            | 2 - 1            | Odorheiu Secuiesc         |

### Terzo turno
| Squadra 1                 | Risultato   | Squadra 2             |
| ------------------------- | ----------- | --------------------- |
| 12 agosto 2025            |             |                       |
| Viitorul Cluj             | 0 - 2 (dts) | Bihor Oradea          |
| Viitorul Arad             | 1 - 3 (dts) | Dumbrăvița            |
| 13 agosto 2025            |             |                       |
| Pașcani                   | 1 - 2       | Șoimii Gura Humorului |
| Viitorul Onești           | 1 - 2       | Sporting Liești       |
| Agricola Borcea           | 1 - 0       | Gloria Băneasa        |
| Popești-Leordeni          | 1 - 2 (dts) | Afumați               |
| Tunari                    | 1 - 2       | Voluntari             |
| Râmnicu Sărat             | 3 - 4       | Metalul Buzău         |
| Băicoi                    | 3 - 2 (dts) | Chindia Târgoviște    |
| LPS HD Clinceni           | 0 - 1       | CS Dinamo Bucarest    |
| Oltul Curtișoara          | 1 - 4       | CSM Slatina           |
| Vulturii Fărcășești       | 3 - 2       | Râmnicu Vâlcea        |
| Muscelul Câmpulung        | 0 - 2       | AFC Câmpulung–Muscel  |
| Unirea Alba Iulia         | 2 - 0       | Șelimbăr              |
| Jiul Petroșani            | 0 - 2       | Corvinul Hunedoara    |
| SSU Politehnica Timișoara | 1 - 0       | CSM Reșița            |
| Sănătatea Cluj            | 1 - 0       | ACS Mediaș            |
| VSK Gyergyo               | 1 - 5       | Gloria Bistrița       |
| Sighetu Marmației         | 3 - 4 (dts) | Olimpia Satu Mare     |
| Cetatea Turnu Măgurele    | 1 - 6       | Concordia Chiajna     |
| 14 agosto 2025            |             |                       |
| FC Bacău                  | 0 - 2       | Ceahlăul              |

### Play-off
| Squadra 1                 | Risultato | Squadra 2          |
| ------------------------- | --------- | ------------------ |
| 27 agosto 2025            |           |                    |
| Corvinul Hunedoara        | -         | Farul Costanza     |
| Voluntari                 | -         | Csíkszereda        |
| FC Politehnica Iași       | -         | Petrolul Ploiești  |
| CSA Steaua Bucarest       | -         | UTA Arad           |
| Unirea Alba Iulia         | -         | Botoșani           |
| AFC Câmpulung–Muscel      | -         | Metaloglobus       |
| Sănătatea Cluj            | -         | Unirea Slobozia    |
| Agricola Borcea           | -         | Argeș Pitești      |
| Băicoi                    | -         | Gloria Bistrița    |
| Sporting Liești           | -         | Afumați            |
| Vulturii Fărcășești       | -         | Concordia Chiajna  |
| Metalul Buzău             | -         | Ceahlăul           |
| Dumbrăvița                | -         | Bihor Oradea       |
| Olimpia Satu Mare         | -         | Slatina            |
| SSU Politehnica Timișoara | -         | CS Dinamo Bucarest |
| Șoimii Gura Humorului     | -         | Sepsi              |